# Pelagonijski region statystyczny
Pelagonijski region statystyczny (mac. Пелагониски регион) – jeden z ośmiu regionów statystycznych w Macedonii Północnej. Jego obszar pokrywa się mniej więcej z Pelagonią.
Powierzchnia regionu wynosi 4717 km², co czyni go największym spośród regionów statystycznych. Liczba ludności według spisu powszechnego z 2002 roku wynosiła 238 136 osób, zaś według szacunków w 2016 roku wynosiła 230 004 osób.
Region pelagonijski graniczy z Grecją, Albanią, regionem południowo-zachodnim oraz regionem wardarskim.

## Gminy w regionie
- Bitola
- Demir Hisar
- Dołneni
- Kriwogasztani
- Kruszewo
- Mogiła
- Nowaci
- Prilep
- Resen